# 奧尼什基夫齊 (杜布諾區)
50°10′50″N 25°36′25″E / 50.18056°N 25.60694°E
奧尼什基夫齊（烏克蘭語：Онишківці），是烏克蘭的村落，位於該國西北部羅夫諾州，由杜布諾區負責管轄，面積0.62平方公里，海拔高度225米，2001年人口257，人口密度每平方公里411.9人。